# Nazionale maschile di pallamano dell'Arabia Saudita
La nazionale del Arabia Saudita di pallamano rappresenta il Arabia Saudita nelle competizioni internazionali e la sua attività è gestita dalla.